# Amphiura crispa
Amphiura crispa är en ormstjärneart som beskrevs av Ole Theodor Jensen Mortensen 1940. Amphiura crispa ingår i släktet Amphiura och familjen trådormstjärnor.
Artens utbredningsområde är Madagaskar. Inga underarter finns listade i Catalogue of Life.